# 1770年代
1770年代（せんななひゃくななじゅうねんだい）は、西暦（グレゴリオ暦）1770年から1779年までの10年間を指す十年紀。

## できごと

### 1770年
- ジェームズ・クック、オーストラリア東岸に到達し、イギリス領と宣言する。
- 5月23日（明和7年4月28日） - 後桜町天皇が譲位し、第118代後桃園天皇が即位。

### 1771年
- スウェーデンでグスタフ3世即位。「自由の時代」が終わり、中興の時代始まる。

### 1772年
- 2月29日 - 江戸で明和の大火が発生。
- 8月19日 - スウェーデンでクーデター、グスタフ3世の王権確立。
- 第一次ポーランド分割。
- 12月10日（明和9年11月16日） - 日本、改元して安永元年。

### 1773年
- 7月21日 - ローマ教皇クレメンス14世によってイエズス会の解散が命ぜられる。
- 12月16日 - ボストン茶会事件。

### 1774年
- 杉田玄白・前野良沢ら、解体新書を出版。

### 1775年
- アメリカ独立戦争。

### 1776年
- 1月10日 - トマス・ペインが『コモンセンス』を刊行。
- 7月4日 - アメリカ合衆国独立宣言。

### 1778年
- 3月7日 - ジェームズ・クック、ハワイ島を発見。

### 1779年
- 12月16日（安永8年11月9日）- 後桃園天皇が没し、第119代光格天皇が即位。